# Dürnsteini csata
A dürnsteini csata (ismert még dürensteini vagy dürrensteini csata néven is) a napóleoni háborúk egyik ütközete volt  a harmadik koalíció háborújának idején. A csatát három héttel az ulmi csata után és három héttel az austerlitzi csata előtt vívták az alsó-ausztriái Dürnsteinnél, a Duna mellett, annak a várnak a közelében, ahol sok száz évvel azelőtt Oroszlánszívű Richárd raboskodott. (Az eseményt loibeni csata néven is említik, mivel az ütközet a kicsiny Loiben község mellett zajlott, amely azóta Dürnstein község részévé vált).

## Előzmények
I. Napóleon császár hadainak nagyobb része a Duna déli partján menetelt Bécs felé, követve a hátráló szövetséges osztrák és orosz erőket. A francia császár a Duna északi partjára küldte a VIII. hadseregét, hogy elvágja egymástól az orosz és az osztrák seregeket. Az Édouard Mortier marsall vezette VIII. francia hadsereg három gyalogos és egy lovas hadosztályból állt. A franciák 1805. november elején Linznél és Passaunál átkeltek a Dunán és gyalogmenetben siettek keleti irányba, lezárva a folyót, közben a lovasság észak felé felderítő mozgásokat hajtott végre.Gazan francia tábornok hadosztálya (kb. 6000 fő) vezette az oszlopot, követte őket Pierre Dupont de l’Étang vezette hadosztály (kb. 4000 fő) kb. egy nappal lemaradva tőlük és Dumonceau hadosztálya szintén hasonló haderővel hátvédként. A sereget a folyón egy naszádokból álló flotta is támogatta, biztosítva ezzel a kapcsolatot a folyón.

## A csata

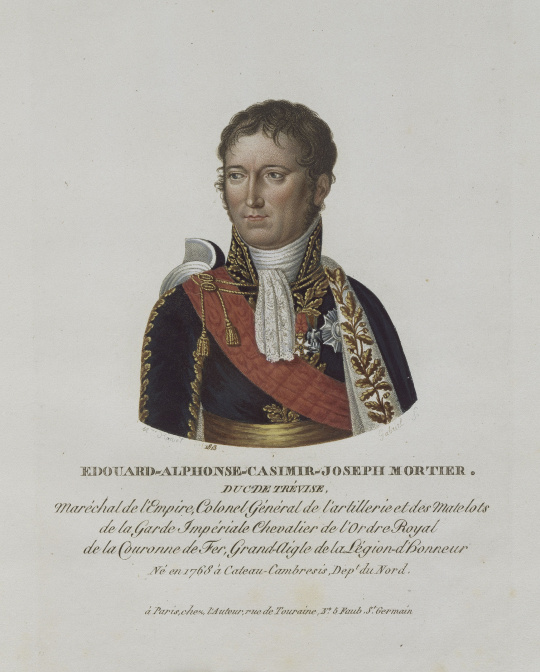
Mortier francia tábornok

A Mortier vezette hadsereg 1805. november 10-én érte el Dürnstein városát és kisebb csatározásba keveredett egy orosz őrjárattal keletre a várostól. Mortier nem tudhatta, hogy Kutuzov ekkor akar átkelni a Dunán a szövetséges haderővel, sem azt, hogy így egy lényegesen nagyobb sereggel került szembe. Az orosz–osztrák szövetséges haderő először Gazan tábornok leszakadt hadosztályát támadta meg Miloradovics orosz tábornok tervei szerint, Bagratyion támogatásával feltartóztatva őket, hogy ne tudjanak tovább menni. Közben két további hadosztály Dohturov és Leonard Friedrich von Stryk tábornokok parancsnoksága alatt megtévesztő menetelésbe kezdett és északról és nyugatról támadta meg a franciákat.
November 11-én Miloradovics hadosztálya megtámadta Mortier előőrsét. Mortier erre ellentámadásba küldte Gazan hadtestét és tovább haladt keleti irányba Stein városa (Stein an der Donau, ma Krems an der Donau része) felé. Gazan egy gyors hadmozdulatot hajtott végre, de rájött, hogy ereje sokkal kisebb, mint a szembenálló félé. Az ütközet tovább folytatódott és elért még három kisebb falut. Mortier Dupont hadosztályát sietve előreküldte Gazan kimerült seregének megsegítésére. Ezalatt Stryk hadosztálya is megérkezett, de ezt visszaverte  a franciák negyedik légiója.
Ekkor mondta katonáinak Henriot francia őrnagy: „Bajtársak! Mondom nektek, hogy 30 ezer orosz kerített be minket és mi csak négyezren vagyunk, de a franciák nem számolják az ellenségeiket! Átlépünk a hasukon! Századik gránátos ezred tiétek az elsők dicsősége! Emlékezni fogunk arra, hogy ti vagytok azok, akik megmentik a francia sasokat!” A válasz csak ennyi volt: „Őrnagy úr, mi mindannyian gránátosok vagyunk!”
A harc délután kettő óra körül szünetelt, mindkét fél erősítésre várt: Mortier Dupontra, Kutuzov Dohturovra. Dohturov érkezett előbb és kiszorította a franciákat Dürrsteinből. Az erős harapófogóba került franciák megpróbálták kivonni erőiket Dürrsteinen keresztül és sötétedésig támadtak. Dupont hadosztálya éppen időben érkezett, két oldalról bekerítették Dohturov erőit és kiszorították a városból. Mortier ezalatt át tudta menteni seregét a flotta segítségével a Duna déli partjára. Gazan 1800 emberét vesztette el, a szövetségesek kétezret, köztük egy tábornokot, Johann Heinrich von Schmitt tábornagyot is.

## Eredmények
Mind a két fél győztesnek hitte magát: az oroszok azért, mert a franciák hagyták el a harcmezőt, a franciák pedig azért, mert a szövetségesek több embert veszítettek.

## Fordítás
- Ez a szócikk részben vagy egészben  a   Bataille de Dürenstein című francia Wikipédia-szócikk fordításán alapul.  Az eredeti cikk szerkesztőit annak laptörténete sorolja fel. Ez a jelzés csupán a megfogalmazás eredetét és a szerzői jogokat jelzi, nem szolgál a cikkben szereplő információk forrásmegjelöléseként.